# Sciurotamias
Sciurotamias — рід гризунів із родини Sciuridae, поширений у Китаї (S. forresti, можливо, поширюється також на сусідні М'янму, Лаос, В'єтнам). Він містить такі види:
- Sciurotamias davidianus
- Sciurotamias forresti